# Hylaeus gazagnairei
Hylaeus gazagnairei är en biart som först beskrevs av Joseph Vachal 1891.  Hylaeus gazagnairei ingår i släktet citronbin, och familjen korttungebin. Inga underarter finns listade i Catalogue of Life.